# Superliga de Microfútbol
La Superliga de Microfútbol es una liga nacional profesional de futsal (o microfútbol) que se desarrolla en Colombia. Fue fundada en 2001 y es organizada por la Asociación de Clubes de Fútbol de Salón y está afiliada a la Federación Internacional de Fútbol de Salón.

## Equipos participantes
| Equipo                      | Fund. | Ciudad     | Departamento | Coliseo                            | Aforo |
| --------------------------- | ----- | ---------- | ------------ | ---------------------------------- | ----- |
| Ángeles de Bogotá           |       | Bogotá     | Bogotá       | Palacio de los Deportes            | -     |
| Barrancabermeja FSC         |       |            |              |                                    |       |
| Caporos de Sinú de Córdoba  |       | Cereté     | Córdoba      | Coliseo Mario León                 | -     |
| Guerreros Pijaos del Tolima |       | El Espinal | Tolima       | Coliseo La Magdalena               | -     |
| La Noria FSC                |       | Fusagasugá | Cundinamarca | Coliseo Cubierto Coburgo           | -     |
| Patojos Popayán             |       |            |              |                                    |       |
| Piratas de Cúcuta           |       |            |              |                                    |       |
| Realeza Soacha              |       |            |              |                                    |       |
| Versus FSC Bucaramanga      |       |            |              |                                    |       |
| Visionarios de Sincelejo    |       | Sincelejo  | Sucre        | Coliseo Polideportivo Las Delicias | -     |

## Campeonatos
| Año  | Edición | Campeón        | Final Resultado | Subcampeón     | Tercer lugar   | Resultado      | Cuarto lugar   |
| ---- | ------- | -------------- | --------------- | -------------- | -------------- | -------------- | -------------- |
| 2021 | I       |                |                 |                |                |                |                |
| 2022 | II      |                |                 |                |                |                |                |
| 2023 | III     |                |                 |                |                |                |                |
| 2024 | IV      |                |                 |                |                |                |                |
| 2025 | V       | Por disputarse | Por disputarse  | Por disputarse | Por disputarse | Por disputarse | Por disputarse |

## Palmarés

### Títulos por equipo
| Equipo | Campeón | Subcampeón |
| ------ | ------- | ---------- |

### Títulos por departamento
| Equipo | Campeón | Subcampeón |
| ------ | ------- | ---------- |